# Ridgeland (Wisconsin)
Ridgeland – wieś w Stanach Zjednoczonych, w stanie Wisconsin, w hrabstwie Dunn.